# 乳头前胡
乳头前胡（学名：Peucedanum piliferum）为伞形科前胡属的植物。属中国原产的植物（非从国外引种）。